# Paramiana canoa
Paramiana canoa là một loài bướm đêm trong họ Noctuidae.